# جذابیت پنهان بورژوازی
جذابیت پنهان بورژوازی (به فرانسوی: Le charme discret de la bourgeoisie) فیلمی سوررئال محصول ۱۹۷۲ است که توسط لوییس بونوئل کارگردانی شده و ژان کلود کریر با همراهی بونوئل فیلمنامه آن را نوشته‌است. فیلم در فرانسه ساخته شده و بجز چند دیالوگ به زبان اسپانیایی بقیه فیلم به زبان فرانسوی است.
فیلم دربارهٔ گروهی از انسان‌های با تراز اجتماعی بالاست که علیرغم حوادث و مشکلات عجیبی که برایشان به وجود می‌آید سعی می‌کنند در کنار هم غذا بخورند. جذابیت پنهان بورژوازی برنده جایزه بهترین فیلم غیر انگلیسی زبان اسکار شد و همچنین نامزد بهترین فیلمنامه غیر اقتباسی هم گردید.